# إميل بندر
إميل بندر (بالفرنسية: Émile Bender)‏ هو سياسي فرنسي، ولد في 6 سبتمبر 1871 في فرنسا، وتوفي في 26 مارس 1953 في نيس في فرنسا. حزبياً، نشط في Republican, Radical and Radical-Socialist Party ‏. وقد انتخب عضو مجلس الشيوخ في الجمهورية الفرنسية الثالثة وانتخب رئيس بلدية ‏ وانتخب نائب فرنسي.